# Сейл-Крік (Теннессі)
Сейл-Крік (англ. Sale Creek) — переписна місцевість (CDP) в США, в окрузі Гамільтон штату Теннессі. Населення — 3021 особа (2020).

## Географія
Сейл-Крік розташований за координатами 35°23′18″ пн. ш. 85°5′13″ зх. д. / 35.38833° пн. ш. 85.08694° зх. д. (35.388215, -85.086893).  За даними Бюро перепису населення США в 2010 році переписна місцевість мала площу 84,65 км², з яких 78,23 км² — суходіл та 6,42 км² — водойми.

## Демографія
Згідно з переписом 2010 року, у переписній місцевості мешкало 2845 осіб у 1142 домогосподарствах у складі 863 родин. Густота населення становила 34 особи/км².  Було 1274 помешкання (15/км²).
Расовий склад населення:
| - 97,1 % — білих - 0,6 % — чорних або афроамериканців - 0,3 % — корінних американців - 0,3 % — азіатів |

До двох чи більше рас належало 1,2 %. Частка іспаномовних становила 1,0 % від усіх жителів.
За віковим діапазоном населення розподілялося таким чином: 20,7 % — особи молодші 18 років, 61,7 % — особи у віці 18—64 років, 17,6 % — особи у віці 65 років та старші. Медіана віку мешканця становила 45,1 року. На 100 осіб жіночої статі у переписній місцевості припадало 102,1 чоловіків;  на 100 жінок у віці від 18 років та старших — 96,4 чоловіків також старших 18 років.
Середній дохід на одне домашнє господарство  становив 62 229 доларів США (медіана — 49 750), а середній дохід на одну сім'ю — 74 116 доларів (медіана — 65 039). Медіана доходів становила 51 651 долар для чоловіків та 27 396 доларів для жінок. За межею бідності перебувало 15,3 % осіб, у тому числі 29,4 % дітей у віці до 18 років та 7,2 % осіб у віці 65 років та старших.
Цивільне працевлаштоване населення становило 1467 осіб. Основні галузі зайнятості: освіта, охорона здоров'я та соціальна допомога — 20,9 %, виробництво — 17,8 %, транспорт — 16,1 %.